# Alfred Larsen
Alfred Valdemar Larsen (12. maj 1860 i landsbyen Stenderup ved Horsens – 23. oktober 1946 i Virum) var en dansk maler.
Larsen var søn af skolelærer Sindal Larsen og Jensine født Schjøler. 15 år gammel kom han til København og blev sat i billedskærerlære, men forlod denne for, efter at være forberedt på Teknisk Skole og af Carl F. Andersen, at blive elev af Kunstakademiet; da han havde gennemgået dette, studerede han en tid under P.S. Krøyer. Sit første billede udstillede han 1883; blandt hans arbejder fra de senere år fortjener De gamle paa Kirkestien, Fattigfolk og Hjem at fremhæves for deres elskværdige stemning. Larsen har udfoldet en smuk og ret omfattende virksomhed som illustrator, således af 3. udgave af Adam Kristoffer Fabricius' Danmarkshistorie, Henrik Carl Bering Liisbergs Christian IV og det af Foreningen Fremtiden udgivne værk Gamle kjøbenhavnske Huse. I 1894 havde Larsen ministeriel understøttelse til en pariserrejse; senere har han gæstet Belgiens og Hollands gallerier.
Alfred Larsen 1860-1946, som er optaget i Weilbach, bliver ofte forvekslet med den mindre kendte Alfred Larsen 1886-?, nævnt i Slyngbom. Hans dødsår kendes ikke officielt.